# 595
| [ Edytuj tabelę ]          |                                                |
| Cesarz Bizancjum           | - 582 Maurycjusz 602                           |
| Cesarz Chin                | - 581 Sui Wendi 604                            |
| Król Essexu                | - 587 Sledda 604                               |
| Król Franków               | - 584 Chlotar II 629                           |
| Król Franków w Austrazji   | - 570 Childebert II 595 - 595 Teudebert II 612 |
| Cesarz Japonii             | - 592 Suiko 628                                |
| Król Kentu                 | - 560 Ethelbert I 616                          |
| Patriarcha Konstantynopola | - 582 Jan IV Postnik 595                       |
| Władca Korei               | - 590 Yŏngyang 618                             |
| Król Longobardów           | - 590 Agilulf 616                              |
| Papież                     | - 590 Grzegorz I 604                           |
| Król Persji                | - 590 Chosrow II Parwiz 628                    |
| Król Wizygotów             | - 586 Rekkared I 601                           |

Rok 595 / DXCV
stulecia: V wiek ~
VI wiek ~
VII wiek

lata: 585 «
590 «
591 «
592 «
593 «
594 «
595
» 596
» 597
» 598
» 599
» 600
» 605

## Wydarzenia
- Bajan I (kagan Awarów) najeżdża na Bizancjum, plądrując wschodnie Bałkany
- Początek budowy Motu Anji w Chinach
- Cesarz Sui Wendi wprowadza w życie edykt, zakazujący posiadania prywatnej broni przez nie-arystokratów w regionach niegranicznych
- Longobardowie złupili Terracina – ważne miasto-fortecę w bizantyjskiej Italii

## Urodzili się
- Daoxuan – chiński buddysta, założyciel szkoły lü (winaja (zm. 667)

## Zmarli
- Childebert II, król Austrazji i Burgundii.
- Jan IV Postnik, Patriarcha Konstantynopola, mediator między prawosławiem a monofizytami